# Isohypsibius reticulatus
Isohypsibius reticulatus är en djurart som tillhör fylumet trögkrypare, och som beskrevs av Giovanni Pilato 1973. Isohypsibius reticulatus ingår i släktet Isohypsibius och familjen Hypsibiidae. Inga underarter finns listade i Catalogue of Life.